# Zygodon insularum
Zygodon insularum är en bladmossart som beskrevs av Dixon in Christophersen 1960. Zygodon insularum ingår i släktet ärgmossor, och familjen Orthotrichaceae. Inga underarter finns listade i Catalogue of Life.